# J.D. Jackson
John-David William "J.D." Jackson (nacido en Burnaby, 27 de febrero de 1969) es un jugador de baloncesto y entrenador canadiense con nacionalidad francesa. Desde 2008 es entrenador en la LNB de Francia. Actualmente entrena al BCM Gravelines de la PRO A francesa.

## Equipos como entrenador
- Le Mans Sarthe Basket (2008-2014)
- ASVEL Lyon-Villeurbanne (2014-2018)[1]
- BCM Gravelines (2021-)[2]

## Palmarés
- Copa de Francia (2009).
- Leader's cup (2009, 2014).
- Finalista de la Pro A en 2010, 2012 y 2016.